# Frekvenční modulace
Principem frekvenční modulace (FM) je závislost okamžité frekvence nosné vlny na změnách amplitudy modulačního signálu. Můžeme říct, že okamžitá úhlová frekvence {\displaystyle \Omega (t)} je funkcí času a mění se v rytmu okamžité výchylky modulačního signálu. Informace je tedy kódována nikoliv změnou amplitudy nebo fáze, ale změnou frekvence nosné vlny. Maximální amplitudě napětí modulačního průběhu {\displaystyle U_{m}} odpovídá maximální změna frekvence nosné, kterou nazýváme frekvenční zdvih a značíme {\displaystyle \Delta f}, čemuž odpovídá úhlová frekvence {\displaystyle \Delta \Omega }.

## Matematický popis

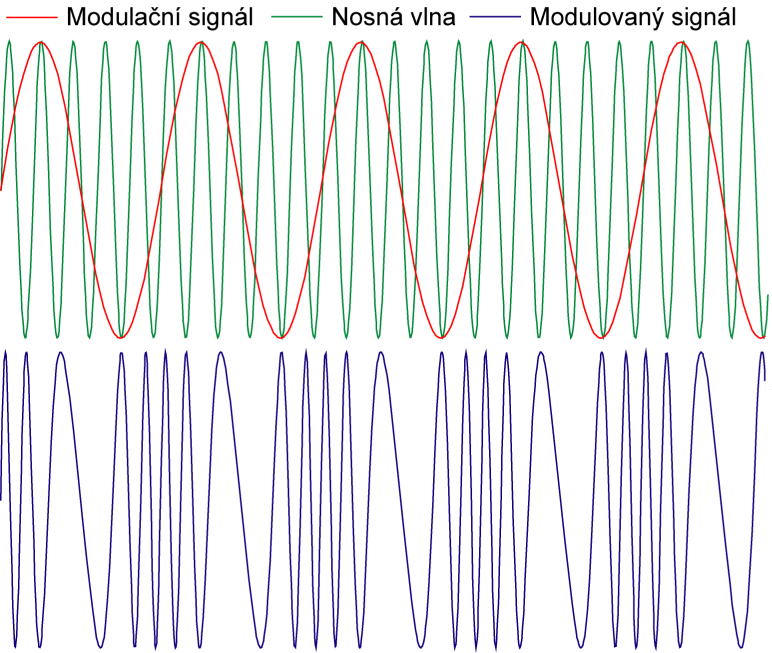
Ukázka časového průběhu frekvenčně modulovaného signálu.

Obecně bude mít nosná vlna následující průběh:
{\displaystyle u_{n}(t)=U_{n}\sin(\Omega t+\phi )\,}
kde {\displaystyle U_{n}} je amplituda nosné, {\displaystyle \Omega } je úhlová frekvence nosné a {\displaystyle \phi } fáze.
V případě frekvenční modulace je funkcí času právě úhlová frekvence {\displaystyle \Omega }.
Úhlovou frekvenci jako harmonickou funkci času můžeme vyjádřit vztahem:
{\displaystyle \Omega (t)=\Omega +\Delta \Omega \cos(\omega t)\,}
kde {\displaystyle \Delta \Omega } je frekvenční zdvih, {\displaystyle \omega } pak úhlová frekvence modulační vlny.
Po dosazení do rovnice nosné vlny a položením fázového posuvu {\displaystyle \phi =0} (jeho velikost je konstantní a nemá vliv na výsledek dalších odvození a výpočtů) dostáváme vztah:
{\displaystyle u_{n}(t)=U_{n}\sin((\Omega +\Delta \Omega \cos(\omega t))t)=U_{n}\sin(\Phi (t,\omega ))\,}
kde funkce {\displaystyle \Phi (t,\omega )} je okamžitá fáze napětí a pro {\displaystyle \phi =0} je integrálem úhlové frekvence {\displaystyle \Omega (t)} podle {\displaystyle t}. Platí tedy:
{\displaystyle \Phi (t,\omega )=\int \Omega (t)\,\mathrm {d} t=\int (\Omega +\Delta \Omega \cos(\omega t))\mathrm {d} t=\Omega t+{\frac {\Delta \Omega }{\omega }}\sin(\omega t)}
Dále zavádíme parametr zvaný modulační index FM označený {\displaystyle m_{FM}}:
{\displaystyle m_{FM}={\frac {\Delta \Omega }{\omega }}={\frac {2\pi \Delta f}{2\pi f_{m}}}}
kde {\displaystyle \Delta f} je frekvenční zdvih a {\displaystyle f_{m}} frekvence modulačního signálu.
Dosazením funkce {\displaystyle \Phi (t,\omega )} zpět do rovnice {\displaystyle u_{n}=U_{n}\sin(\Phi (t,\omega ))\,} dostáváme obvyklý tvar rovnice frekvenčně modulované vlny:
{\displaystyle u_{n}=U_{n}\sin(\Omega t+m_{FM}\sin(\omega t))\,}
kde {\displaystyle u_{n}} je okamžitá hodnota napětí modulovaného signálu, {\displaystyle U_{n}} amplituda nosné vlny, {\displaystyle \Omega } úhlová frekvence nosné vlny, {\displaystyle m_{FM}} modulační index a {\displaystyle \omega } frekvence modulační vlny.

## Spektrum frekvenčně modulovaného signálu
Úpravou rovnice frekvenčně modulované vlny podle vzorce pro součin argumentů funkce sinus získáme rovnici ve tvaru:
{\displaystyle u_{n}=U_{n}(\sin(\Omega t)\cos(m_{FM}\sin(\omega t))+\cos(\Omega t)\sin(m_{FM}\sin(\omega t)))\,}
Dále platí, že lze provést tento rozvoj:
{\displaystyle \sin(m_{FM}\sin(\omega t))=2J_{1}(M_{FM})\sin(\omega t)+2J_{3}(M_{FM})\sin(3\omega t)+2J_{5}(M_{FM})\sin(5\omega t)+\cdots \,}
{\displaystyle \cos(m_{FM}\sin(\omega t))=J_{0}(M_{FM})+2J_{2}(M_{FM})\cos(2\omega t)+2J_{4}(M_{FM})\cos(4\omega t)+\cdots \,}
Vidíme, že vzniká nekonečná řada součinů. Funkce označené jako {\displaystyle J_{n}(m_{FM})} jsou Besselovy funkce I. druhu n-tého řádu s argumentem {\displaystyle m_{FM}}, což je modulační index FM. Dosazením do poslední rovnice a další úpravou podle vzorců pro součiny goniometrických funkcí získáme nekonečnou řadu diskrétních složek o úhlových frekvencích:
{\displaystyle \Omega ,\Omega -\omega ,\Omega -2\omega ,\Omega -3\omega ,\Omega -4\omega ,\Omega -5\omega ,\dots \,}
{\displaystyle \Omega +\omega ,\Omega +2\omega ,\Omega +3\omega ,\Omega +4\omega ,\Omega +5\omega ,\dots \,}

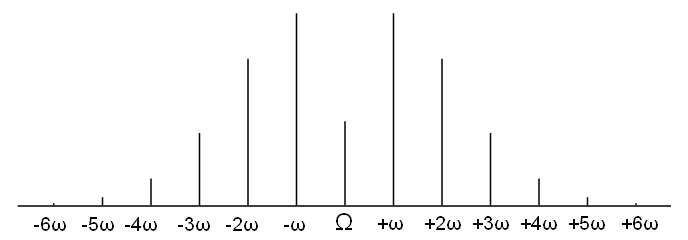
Spektrum frekvenčně modulovaného signálu pro modulační index 3.3, používaného pro přenos TV zvuku.

Z výše uvedeného rozvoje vyplývá, že frekvenční modulace jednou frekvencí {\displaystyle \omega } vytvoří nekonečně mnoho postranních frekvencí, jež jsou rozmístěny symetricky na obě strany od nosné frekvence ve vzdálenostech daných násobky modulační frekvence {\displaystyle \omega }. Amplitudy nosné vlny i jednotlivých postranních frekvencí jsou dány hodnotami Besselových funkcí I. druhu {\displaystyle J_{n}(m_{FM})} a jsou tedy závislé na modulačním indexu. Směrem od nosné tyto amplitudy postupně klesají, nikoliv však monotónně. Pro některé konkrétní hodnoty modulačního indexu mohou jednotlivé složky zcela vymizet (hodnota funkce {\displaystyle J_{n}(m_{FM})} je právě nulová). Stejně tak může vymizet i nosná vlna, platí-li, že {\displaystyle J_{0}(m_{FM})=0}. Vzhledem ke klesajícím hodnotám amplitud jednotlivých složek klesá jejich vliv na kvalitu přenosu. Pro dostatečně kvalitní přenos pak stačí přenášet pouze několik prvních postranních frekvencí. Kolik je jich v konkrétním případě třeba závisí na modulačním indexu a přípustné degradaci přenášeného signálu. Pro kvalitní přenos je třeba modulační index zhruba 3 až 5. Nižší způsobuje větší zkreslení, vyšší zhoršuje odstup signál / šum. Pro zlepšení šumových poměrů se při FM přenosu běžně používá nadzvednutí vyšších frekvencí modulačního spektra (nízkofrekvenční preemfáze a deemfáze).
Potřebná šířka přenosového pásma je závislá na modulačním indexu {\displaystyle m_{FM}}. Pro hodnotu {\displaystyle m_{FM}=5} se uvádí následující empirický vzorec:
{\displaystyle B\geq 2(\Delta f+f_{max})\,}
kde {\displaystyle \Delta f} je frekvenční zdvih a {\displaystyle f_{max}} je maximální modulační frekvence.

## Využití
FM je běžně využívána v pásmu VHF pro kvalitní přenos zvuku. Zvuk u klasických analogových televizních soustav je také přenášen za použití frekvenční modulace, pro komerční i radioamatérské komunikační účely je využívána její úzkopásmová forma. Dalším využitím je FM syntéza, která získala oblibu díky raným syntezátorům a stala se standardním způsobem syntézy zvuku u několika generací zvukových karet. Bez FM by se taktéž neobešel analogový magnetický záznam obrazu, kde je s malým modulačním indexem používána pro snížení oktávového rozsahu zaznamenávaného signálu, a to z cca 18 oktáv na méně než 3 oktávy.

### Parametry některých aplikací FM
| Služba            | {\displaystyle f_{max}} | {\displaystyle \Delta f} | {\displaystyle m_{FM}} |
| ----------------- | ----------------------- | ------------------------ | ---------------------- |
| FM rozhlas mono   | 15 kHz                  | 75 kHz                   | 5                      |
| FM rozhlas stereo | 53 kHz                  | 75 kHz                   | 1,42                   |
| TV zvuk           | 15 kHz                  | 50 kHz                   | 3,33                   |
| Komunikační účely | Komunikační účely       | Komunikační účely        | < 0,5                  |